# 카네코 오사무 (성우)
카네코 오사무(일본어: 金子 修, 12월 8일 ~ )는 일본의 성우로, 도쿄도 출신다.